# Autopoiesis
Autopoiesis oder Autopoiese (altgriechisch αὐτός autos, deutsch ‚selbst‘ und ποιεῖν poiein „schaffen, bauen“) ist der Prozess der Selbsterschaffung und -erhaltung eines Systems.
In der Biologie stellt das Konzept der Autopoiesis einen Versuch dar, das charakteristische Organisationsmerkmal von Lebewesen oder lebenden Systemen mit den Mitteln der Systemtheorie zu definieren. Der vom chilenischen Neurobiologen Humberto Maturana geprägte Begriff wurde in der Folge seiner Veröffentlichungen aufgebrochen und für andere wissenschaftliche Disziplinen abgewandelt und fruchtbar gemacht, darunter die Soziologische Systemtheorie. 
Das Konzept der Autopoiesis ist eine Teilmenge des allgemeiner gültigen ontologischen Konzepts der emergenten Selbstorganisation. Es betont besonders den phänomenologischen Prozess der kontinuierlichen Selbsterschaffung und -erhaltung, durch den ein System seine eigene Identität und Struktur bewahrt.
Das Gegenteil ist Allopoiesis.

## Biologie
Das Konzept der Autopoiese charakterisiert lebende Systeme als den Prozess, d. h. konkret die Form der Organisation, der diese verwirklicht, anstatt sie über eine Aufzählung ihrer einzelnen Eigenschaften zu definieren, wie z. B. Beweglichkeit oder Reizbarkeit.
Autopoietische Systeme (beispielsweise Menschen und andere Säugetiere) sind rekursiv organisiert, das heißt, das Produkt des funktionalen Zusammenwirkens ihrer Bestandteile ist genau jene Organisation, die die Bestandteile produziert. In dieser Form kann man davon ausgehen, dass die den jeweils mechanistischen Ausprägungen der Selbstorganisation geschuldeten Bestandteile der besonderen Organisation der Regelmäßigkeit der Nervensysteme eine hauptsächliche Rolle spielen. Durch diese besondere Form der Organisation lassen sich lebende von nicht-lebenden Systemen unterscheiden: nämlich dadurch, „dass das Produkt ihrer Organisation sie selbst sind, das heißt, es gibt keine Trennung zwischen Erzeuger und Erzeugnis. Das Sein und das Tun einer autopoietischen Einheit sind untrennbar, und dies bildet ihre spezifische Art von Organisation“. Dies folgerten Humberto Maturana und Francisco Varela aus ihren Untersuchungen zur menschlichen Farbwahrnehmung. Laut diesen besitzt das Nervensystem keinen unmittelbaren Bezug zur Außenwelt, sondern entwirft vielmehr sein eigenes Bild der es umgebenden Welt durch rekursive Operationen.

### Kriterien
Um ein autopoietisches System zu sein, muss eine Einheit die folgenden Merkmale erfüllen:
- Sie hat erkennbare Grenzen.
- Sie hat konstitutive Elemente und besteht aus Komponenten.
- Die Relationen zwischen den Komponenten bestimmen die Eigenschaften des Gesamtsystems.
- Auch die Grenzen der Einheit sind gänzlich durch Komponenten dieser gegeben. Diese Komponenten begrenzen die Einheit ebenfalls als Folge der Relationen und Interaktionen.
- Die Komponenten werden produziert von Komponenten der Einheit selbst oder entstehen durch Transformation von externen Elementen durch interne Komponenten.
- Alle übrigen Komponenten der Einheit werden ebenfalls so produziert oder sind anderweitig entstandene Elemente, die jedoch für die Produktion von Komponenten notwendig sind (operative Geschlossenheit).

Maturana und Varela wollten mit diesem letzten Punkt die Tatsache betonen, dass Organismen zwar Substanzen aus der Umwelt in sich aufnehmen, diese dabei jedoch sofort in verwertbare Baustoffe umwandeln. Substanzen dagegen, die für die Selbstreproduktion des Organismus keine Bedeutung haben, werden vom Organismus sozusagen ignoriert.

### Konsequenzen
Maturana und Varela liefern mit dem Begriff eines molekülbasierten autopoietischen Systems erstmals eine strenge Definition des Lebens, die z. B. einzelne Großmoleküle wie Viren oder die bisherigen künstlich von Menschen hergestellten Maschinen klar als Nichtlebewesen abgrenzt. Während biologische Zellen bei ihnen als autopoietische Systeme 1. Ordnung gelten, werden vielzellige Lebewesen als Metazeller und autopoietische Systeme 2. Ordnung aufgefasst, die selbst autopoietischen Charakter haben können.
Das Konzept der Autopoiese ist integraler Bestandteil der biologischen Theorie der Kognition, die Maturana und Varela in Der Baum der Erkenntnis (Orig. El Árbol del Conocimiento, 1984) umfassend ausformuliert haben. Diese verabschiedet sich von einer Auffassung der Welt als einer Ansammlung von zu erkennenden beobachterunabhängigen Objekten und verwebt die Prozesse der Autopoiese und der durch das Nervensystem hergestellten sensomotorischen Beziehungen (Korrelationen) des beweglichen Organismus zu einem ständigen Akt der Hervorbringung einer Welt im laufenden Prozess des Lebensvollzugs. Objekte tauchen demzufolge als fortlaufend erzeugte Konstanten oder Regelmäßigkeiten der Zustände des Nervensystems eines menschlichen Organismus auf in seinen insbesondere auch sprachlichen (sozialen) Handlungen in Bezug auf seine Umgebung („operationale Geschlossenheit des Nervensystems“).
Die Handlungen (Operationen), die jedes autopoietische System in seiner Umgebung ausführt, werden als wirksame Handlungen verstanden, sofern sie den Fortbestand des Systems in seiner Umgebung erlauben und es damit weiter „dort seine Welt hervorbringt“. Maturana und Varela verstehen solche Systeme als kognitiv. Eine absolute Unterscheidbarkeit von Realität und Illusion auf Grundlage dieses mit dem Autopoiesebegriff unlösbar verbundenen Kognitionskonzepts schließt Maturana aus.

## Autopoiesis und emergente Selbstorganisation
Das Konzept der Autopoiesis beantwortet nach Varela et al. die Frage, welches die notwendigen und hinreichenden Eigenschaften der Systeme sind, die als „lebendig“ bezeichnet werden können. Die Kriterien der autopoietischen Systeme legen nahe, dass es sich um eine Teilmenge der Systeme der emergenten Selbstorganisation im Bereich der biologischen Evolution handelt. Die ersten vier Kriterien (siehe oben: identifizierbare äußere Grenzen, aus Bausteinen zusammengesetzt, die Beziehungen miteinander haben, und das System auch begrenzen) werden von allen Systemen erfüllt, die von emergenten Prozessen erzeugt werden. Zwei weitere Kriterien (siehe oben), die die „rekursive Produktion“, wie es bei Varela heißt, von Komponenten beschreiben, deuten darauf hin, dass die Hierarchie der selbstorganisierten Prozesse und Systeme im Konzept der Autopoiesis nicht konsequent berücksichtigt wird, im Unterschied zum Konzept der emergenten Prozesse. Ein weiteres Merkmal autopoietischer Systeme ist ihre spontane Selbstorganisation. Im Konzept der emergenten Prozesse spielen außerdem eine Rolle: der Verbrauch von Energie, die Nichtlinearität der Prozesse und der Einfluss der Umgebung über die Verfügbarkeit der Ausgangsstoffe hinaus.
Nach Varela gilt: „... reproduction and evolution are not (remark: exclusive) features of the living organization …“. Ein Beispiel dafür ist die Belousov-Zhabotinsky-Reaktion, ein emergentes chemisches System, das die o. g. Kriterien eines autopoietischen Systems erfüllt, aber nicht lebendig ist. Im Fall der Viren ist die Abgrenzung jedoch nicht so klar, sie stehen an der Grenze von noch-nicht-leben und leben: Innerhalb ihrer Wirtszelle sind sie lebendig, außerhalb sind es „nur“ Makromoleküle, allerdings mit der selbstorganisierten Fähigkeit, lebendig zu werden, sobald sie auf die passenden Wirtszellen treffen.
Zusätzlich betont der autopoietische Ansatz die phänomenologische Komponente der Selbsterhaltungsprozesse. Die jeweiligen Komponenten eines emergenten Prozesses sowie die Außenwelt sind aus Sicht des Systems nicht einfach nur Makromoleküle, sondern essenzielle Bausteine, die zur Autopoiesis beitragen. Dabei sind die emergenten Eigenschaften des Systems nicht das Ergebnis linearer Kausalzusammenhänge, sondern entstehen aus den dynamischen Prozessen der Autopoiesis selbst.
Dieser phänomenologische Aspekt unterscheidet die Autopoiesis von anderen Konzepten der Selbstorganisation und Emergenz, bei denen oft die Rolle der Kausalität im Vordergrund steht. Während emergente Prozesse in der Regel als Resultat komplexer Wechselwirkungen verstanden werden, hebt die Autopoiesis hervor, dass diese Wechselwirkungen aus der Perspektive des Systems selbst Teil eines kohärenten Selbsterhaltungsprozesses sind. Die Komponenten des Systems sind nicht nur Mittel zum Zweck, sondern intrinsische Elemente der autopoietischen Organisation, die durch ihre Wechselwirkungen das System kontinuierlich neu hervorbringen.
Dieser Unterschied ist entscheidend, um die Einzigartigkeit der Autopoiesis im Vergleich zu allgemeinen emergenten Prozessen zu verstehen. Autopoietische Systeme definieren und regenerieren ihre eigenen Grenzen und besonders ihre eigene Identität durch den fortlaufenden Prozess der Selbstorganisation, während bei emergenten Systemen die Identität und Struktur oft stärker durch externe Faktoren beeinflusst werden.

## Soziologie
Autopoiesis ist ein Schlüsselbegriff in der soziologischen Systemtheorie von Niklas Luhmann, der den Begriff Autopoiesis auf die Betrachtung sozialer Systeme übertragen hat. Er bezieht sich dabei auf das Werk von Maturana und Varela sowie die erweiternde Diskussion bei Milan Zeleny. Seine zentrale These lautet, dass soziale Systeme ausschließlich aus Kommunikation bestehen (nicht aus Subjekten, Akteuren, Individuen oder Ähnlichem) und in Autopoiesis operieren. Darunter ist zu verstehen, dass die Systeme sich in einem ständigen, nicht zielgerichteten autokatalytischen Prozess quasi aus sich selbst heraus erschaffen. Die Systeme produzieren und reproduzieren demnach sich selbst. Hingegen kann eine Uhr, wenngleich deren Teile zusammenwirken, nicht als solches System aufgefasst werden, denn ihr Regelwerk wurde von einem Uhrmacher hergestellt – einmal defekt, kann sie sich z. B. nicht selbst reparieren.
Luhmann beobachtete, dass Kommunikation in sozialen Systemen analog abläuft wie die Selbstreproduktion lebender Organismen. Ähnlich dem, wie diese nur Stoffe aus der Umwelt aufnehmen, die für ihre Selbstreproduktion relevant sind, nehmen auch Kommunikationssysteme in ihrer Umwelt nur das wahr, was zu ihrem „Thema passt“, was an den Sinn der bisherigen Kommunikation „anschlussfähig“ ist. „Sinn“ ist für Luhmann ein Mechanismus zur Reduktion von Komplexität: In der unendlich komplexen Umwelt wird nach bestimmten Kriterien nur ein kleiner Teil herausgefiltert; die Grenze eines sozialen Systems markiert somit eine Komplexitätsdifferenz von außen nach innen. Statt von einem „autopoietischen System“ mit einer „Grenze“ spricht Luhmann gelegentlich auch von einer „Form“ mit einer „Innen-“ und einer „Außenseite“. Dabei zieht er auch das universelle „Kalkül der Form“ des Logikers George Spencer-Brown heran.
Die autopoietische Basisoperation ist immer gleich: Die Systeme operieren ständig, da sie sonst nicht existieren. Sie operieren so, dass sich weitere Operationen anschließen können („Anschlussfähigkeit“ des Systems). Dies gilt auch für die Massenmedien, die als Fortsetzungsapparate arbeiten: Sie senden, drucken, berichten immer so, dass weiterhin derartige Operationen folgen müssen, und sichern so ihre Anschlussfähigkeit.

„Und so arbeitet auch das System der Massenmedien in der Annahme, dass die eigenen Kommunikationen in der nächsten Stunde oder am nächsten Tag fortgesetzt werden. Jede Sendung verspricht eine weitere Sendung. Nie geht es dabei um Repräsentation der Welt, wie sie im Augenblick ist.“

Um die Anschlussfähigkeit zu sichern, kontrollieren alle autopoietischen Systeme ihre Operationen im Verhältnis zu den Resultaten. Sie besitzen die Fähigkeit der „Reflexivität“. Das bedeutet, dass die Systeme eine Art Gedächtnis haben, das „Vorher“ und „Nachher“ speichert und zu unterscheiden weiß.

„Autopoietische Systeme können ihre Strukturen nicht als Fertigprodukte aus ihrer Umwelt beziehen. Sie müssen sie durch ihre eigenen Operationen aufbauen und das erinnern – oder vergessen.“

Die Kommunikation bezieht sich nur scheinbar direkt auf die Umwelt. Tatsächlich bezieht sie sich nur auf die von ihr nach ihren eigenen Gesetzen wahrgenommene innere Abbildung der Umwelt, also letztlich auf sich selbst. Diese Selbstbezüglichkeit, auch als Selbstreferenzialität oder Autoreferenzialität bezeichnet, betrachtet Luhmann als typisch für jede Kommunikation und analog zum Phänomen der Autopoiesis in der Biologie. Die Ausdrücke selbstreferenzielles System und autopoietisches System sind daher in den meisten Fällen austauschbar.
Luhmann definiert soziale Systeme seit der Übertragung des Autopoiesis-Begriffs auf seine Theorie in den frühen 1980er Jahren (in der Rezeption auch als Luhmanns „autopoietische Wende“ betrachtet) nicht mehr als „offen“ (das heißt im direkten Austausch mit der Umwelt), sondern als „autopoietisch geschlossen“ oder „operativ geschlossen“. Die Wahrnehmung der Umwelt durch ein System ist daher laut Luhmann immer selektiv. Ein System kann seine spezifische Wahrnehmungsweise der Umwelt nicht ändern, ohne seine spezifische Identität zu verlieren.
In der Geschlossenheit und ausschließlichen Selbst-Interessiertheit der Systeme unterscheidet sich die Luhmann’sche Systemtheorie grundsätzlich von der strukturfunktionalistischen Systemtheorie Talcott Parsons’, laut der in jeder Gesellschaft vier Systeme vorhanden sind, die jederzeit in einem intensiven Austausch miteinander stehen und zudem jeweils einen eigenen wichtigen Beitrag zur Integration und dem Fortbestehen einer überwölbenden Gesamtgesellschaft leisten (siehe AGIL-Schema).

„Ein soziales System kommt zustande, wann immer ein autopoietischer Kommunikationszusammenhang entsteht und sich durch Einschränkung der geeigneten Kommunikation gegen eine Umwelt abgrenzt. Soziale Systeme bestehen demnach nicht aus Menschen, auch nicht aus Handlungen, sondern aus Kommunikationen.“

Typisch für jedes autopoietische System ist laut Luhmann, dass es sich selbst jeweils mithilfe eines zweiwertigen (binären) Codes von der Umwelt abgrenzt und so seine Identität im Prozess der Selbstreproduktion aufrechterhält. Als binäre Codes von einigen gesellschaftlichen Großsystemen schlägt Luhmann vor: Wirtschaft – zahlen/nicht-zahlen; Politik – Macht/Machtlosigkeit; Moral – Gut/Böse; Religion (von Moral zu unterscheiden!) – Immanenz/Transzendenz; und anderem.
Da diese Systeme jeweils nach eigenen Gesetzmäßigkeiten arbeiten, hält Luhmann Eingriffs- oder Steuerungsversuche eines Systems in ein anderes grundsätzlich für problematisch: Die Wirtschaft kann etwa von der Politik nur sehr bedingt gesteuert werden; die Moral kann die Politik nur bedingt steuern usw. Das Gesetz der Autopoiesis setzt laut Luhmann den Bemühungen einer rationalen, ethischen, gerechten Gestaltung der gesellschaftlichen Verhältnisse enge Grenzen.

## Journalismus und Literaturwissenschaft
Als Autopoietisierung bezeichnet man im Journalismus und in der neueren Medientheorie eine Reihe von Phänomenen und Beobachtungen, die auf eine zunehmende Selbstreferentialität des Journalismus schließen lassen: Der Journalismus wäre aufgrund der Komplexität der Wirklichkeit nie in der Lage, alle Umweltereignisse und Informationen zu beobachten und zu untersuchen. Er bezieht sich daher immer mehr auf den Journalismus selbst, das heißt auf endogene Quellen, und weniger auf die medienexterne Umwelt.
In der Literaturwissenschaft wird Autopoiesis im Zusammenhang mit Autobiographie verwendet, und zwar im Sinne von Selbstreflexion innerhalb des Spiels von Erinnerung und Realität.
Autopoiesis wird hier in engem Zusammenhang mit Autofiktion betrachtet. Der französische Gegenwartsschriftsteller Alain Robbe-Grillet (1922–2008) verbindet in seinem Nouveau Roman (bzw. seiner Nouvelle Autobiographie) die bis dahin als unvereinbar geltenden Gattungen Roman und Autobiographie. Es entsteht eine Verbindung von autobiographischem Erinnern und romaneskem poésie du souvenir, eine Art erfindende Erinnerung, also Autofiktion. Das gesamte Werk des Autors, das Romane, Novellen und Filme umfasst, stellt somit eine einzigartige Form der Gedächtnisarbeit dar, die sich in ihrer Gesamtheit als Selbstkonstruktion des Autors präsentiert. Der Autor befindet sich beständig auf der Suche nach Selbstverortung in der immer komplizierter und undurchschaubarer werdenden Welt. Seine Selbstfindung erreicht er jedoch immer nur kurzzeitig, sie kann nicht von Dauer sein und beginnt daher immer wieder am Ausgangspunkt. So ergibt sich das Prinzip der Wiederholung. Durch die immer wieder neu erfolgende Wiederaufnahme seiner Suche gelingt Robbe-Grillet mit seinem Gesamtwerk eine Einheit von Person, Autor und Werk durch eine Vielfalt, durch Wiederholung und Variation, durch seine wiederkehrenden Motive, durch Reinterpretation seines eigenen Schaffens und durch immer wieder neue Formen der Selbstkonstruktion. Der Autor lässt sich und sein Werk aus sich selbst heraus immer wieder neu entstehen, er betreibt Autopoiesis.

## Rechtswissenschaft
In der deutschen Strafrechtsdogmatik wird das Konzept einer echten Unternehmensschuld weitgehend abgelehnt. In die Gegenrichtung aber bewegen sich die Tendenzen in der Europäischen Union, wo die Idee der strafrechtlichen Verantwortlichkeit von Unternehmen an Boden gewinnt. Grundlage eines konstruktivistischen Unternehmensschuldbegriffes ist nach Carlos Gómez-Jara Díez die Theorie autopoietischer sozialer Systeme.

### Kognitionsbiologie
- Francisco J. Varela, Humberto R. Maturana, R. Uribe: Autopoiesis: The organization of living systems, its characterization and a model. In: Biosystems. 5. Jahrgang, 1974, S. 187–196, doi:10.1016/0303-2647(74)90031-8. (Eine der ursprünglichen Veröffentlichung zum Thema 'Autopoiese'. Enthält auch die Beschreibung eines konkreten Simulationsmodells eines autopoietischen Systems).
- Humberto R. Maturana & Francisco J. Varela: Der Baum der Erkenntnis: Die biologischen Wurzeln des menschlichen Erkennens. Goldmann Taschenbuch, 1990, ISBN 3-442-11460-8.
- H. Maturana und F. Varela: Autopoiesis and Cognition: The Realization of the Living. Boston: D. Reidel, 1980, ISBN 978-90-277-1016-1 (google.de).

### Soziologie
- Niklas Luhmann (1984): Soziale Systeme. Grundriss einer allgemeinen Theorie. Suhrkamp, Frankfurt am Main ISBN 3-518-28266-2
- Niklas Luhmann (1986): Ökologische Kommunikation. Kann die moderne Gesellschaft sich auf ökologische Gefährdungen einstellen? VS Verlag für Sozialwissenschaften; Auflage: 4. A. (Januar 2004), ISBN 3-531-51775-9
- Klaus Bendel (1993): Selbstreferenz, Koordination und gesellschaftliche Steuerung. Zur Theorie der Autopoiesis sozialer Systeme bei Niklas Luhmann, Pfaffenweiler: Centaurus ISBN 3-89085-804-X
- Gábor Kiss (1990): Grundzüge und Entwicklung der Luhmannschen Systemtheorie. Stuttgart: F. Enke ISBN 3-432-96092-1
- Niklas Luhmann (2008): Soziologische Aufklärung 6. Die Soziologie und der Mensch. Vs Verlag für Sozialwissenschaften; 3. Auflage. ISBN 3-531-15847-3
- Niklas Luhmann (2009): Die Realität der Massenmedien. Vs Verlag für Sozialwissenschaften; 3. Auflage. ISBN 3-531-16666-2
- Margot Berghaus (2004): Luhmann leicht gemacht. 2. Auflage. UTB Verlag, Stuttgart. ISBN 3-8252-2360-4

### Rechtswissenschaft
- Carlos Gómez-Jara Díez: Grundlagen des konstruktivistischen Unternehmensschuldbegriffes, in: ZStW 119 (2007), Heft 2, S. 290 ff., ISSN 0084-5310
- Gunther Teubner: Recht als autopoietisches System. Suhrkamp, Frankfurt am Main 1989, 2. Auflage 1996, ISBN 3-518-57982-7

### Wirtschaftswissenschaft
- Werner Kirsch: Kommunikatives Handeln, Autopoiese, Rationalität. Verlag Barbara Kirsch, ISBN 3-88232-066-4
- Peter Dondl: Angewandte Wissenschaft und Theorie autopoietischer Systeme[: zur Reflexion der Anwendungsproblematik in der Betriebswirtschaftslehre.] (= Münchener Schriften zur angewandten Führungslehre) Verlag Barbara Kirsch, München 1992 (zugl. Diss. Univ. München), ISBN 3-88232-119-9.
- Schilling, Julia: Autopoietische Systeme. Zur Erklärungskraft für Veränderungsprozesse in Unternehmen. GRIN, München 2018, ISBN 978-3-668-85149-8

### Theaterwissenschaft
- Erika Fischer-Lichte: Ästhetik des Performativen. Suhrkamp, Frankfurt am Main 2004, ISBN 978-3-518-12373-7
- Birgit Fritz: Von Revolution zu Autopoiese. Auf den Spuren Augusto Boals ins 21. Jahrhundert. Das Theater der Unterdrückten im Kontext von Friedensarbeit und einer Ästhetik der Wahrnehmung. Ibidem, Stuttgart 2013, ISBN 978-3-8382-0553-3